# Mário Vieira de Carvalho
Mário Vieira de Carvalho (* 7. Oktober 1943 in Coimbra) ist ein portugiesischer Musikwissenschaftler und Autor. Seine Forschungsfelder sind u. a. Musiksoziologie, Musikästhetik, Zeitgenössische Musik und Musik Portugals vom 18. bis zum 21. Jahrhundert. 

## Wissenschaftliche Karriere
Vieira de Carvalho studierte bis 1968 Rechtswissenschaft an der Universität Lissabon. Zwischen 1967 und 1990 arbeitete er als Musikkritiker. Vieira de Carvalho erhielt Forschungsstipendien der Calouste-Gulbenkian-Stiftung (1980–1984), 
des DAAD (1992) und der Portugiesischen Stiftung für Wissenschaft und Technologie (1995). 1985 promovierte er in Musikwissenschaft an der Humboldt-Universität, Berlin zum Dr. phil.
Es folgten Forschungsaufenthalte an der Freien Universität Berlin (1992) und am King’s College, University of London (1995).
Als Gastprofessor lehrte er an der Humboldt-Universität, Berlin (2000), der Universität Innsbruck (2001), der Universität São Paulo, Brasilien (2002) und der Universität Minho, Portugal (2004). 
Er ist Professor für Musiksoziologie an der Universidade Nova de Lisboa.
Er gründete 1997 das CESEM – Centro de Estudos de Sociologia e Estética Musical (Forschungszentrum für Musiksoziologie und Ästhetik) und ist dessen Vorsitzender. Er ist seit 2008 Mitglied der Akademie der Wissenschaften in Lissabon und seit 2001 Vorstandsmitglied der Europäischen Musiktheater-Akademie in Wien.

## Ämter und Mitgliedschaften
- Vorsitzender des Wissenschaftlichen Rats der Fakultät für Sozial- und Geisteswissenschaften (Universidade Nova de Lisboa) (1998–2002).
- 2005–2008 Staatssekretär für Kultur der Portugiesischen Regierung
- Mitglied des Research Committee 37 - Sociology of Arts - und Mitglied des Research Committee 51 – Sociocybernetics - der International Sociological Association (ISA).
- Mitglied der International Musicological Society (IMS) und des Portugiesischen P.E.N.-Clubs.

## Auszeichnungen
- 1986 erhielt er die Liszt Medaille der Volksrepublik Ungarn.

## Publikationen (Auswahl)
Er ist Autor von mehr als hundert wissenschaftlichen Veröffentlichungen und etwa tausend Presseartikeln.
- Para um dossier Gulbenkian, Lissabon: Estampa, 1974;
- A música e a luta ideológica, Lissabon: Estampa, 1976;
- Estes sons, esta linguagem, Lissabon: Estampa, 1978;
- O essencial sobre Fernando Lopes-Graça, Lissabon, IN-CM, 1989;
- Pensar é morrer ou o Teatro de São Carlos na mudança de sistemas sociocomunicativos, Lissabon: IN-CM, 1993;
- Razão e sentimento na comunicação musical — Estudos sobre a Dialéctica do Iluminismo, Lissabon: Relógio d’Agua, 1999;
- Eça de Queirós e Offenbach — A ácida gargalhada de Mefistófeles, Lisbon: Colibri, 1999;
- Denken ist Sterben: Sozialgeschichte des Opernhauses Lissabon, Kassel / Basel / London, etc.: Bärenreiter, 1999;
- Por lo imposible andamos': A ópera como teatro de Gil Vicente a Stockhausen', Porto: Âmbar, 2005;
- Pensar a música, mudar o mundo: Fernando Lopes-Graça', Porto: Campo das Letras, 2006;
- A tragédia da escuta — Luigi Nono e a música do século XX', Lissabon: Imprensa Nacional-Casa da Moeda, 2007;
- (als Herausgeber): Expression, Truth and Authenticity: On Adorno's Theory of Music and Musical Performance, Lissabon: Edições Colibri / CESEM - Centro de Estudos de Sociologia e Estética Musical, 2009;
- Mit Fernando Gil: A 4 mãos – Schumann, Eichendorff e outras notas, Lisbon: IN-CM, 2005;
- Mitherausgeber, neben José Machado Pais und Joaquim Pais de Brito: Sonoridades Luso-Afro-Brasileiras, Lisbon: ICS, 2004;